# Élections présidentielles sous la Cinquième République dans le Lot
Depuis l'adoption de la Constitution de la Cinquième République française en 1958, dix élections présidentielles ont eu lieu afin d'élire le président de la République. Cette page présente les résultats de ces élections dans le Lot.

## Synthèse des résultats du second tour
Le Lot vote traditionnellement plus à gauche que la France. Il a en particulier placé François Mitterrand et Ségolène Royal en tête au second tour lors des élections de 1974 et 2007. En 2012, François Hollande obtient 10 points de plus qu'au niveau national. En 2017, Emmanuel Macron obtient 6 points de plus.
| année | Répartition des exprimés | Répartition des exprimés | Participation (% des inscrits) | Blancs ou nuls (% des votants) |

| 2022 | Emmanuel Macron (59,18 %) (France : 58,55 %) | Marine Le Pen (40,82 %) (France : 41,45 %) | 77,44 % (France : 71,99 %) | 10,54 % (France : 6,23 %) |

| 2017 | Emmanuel Macron (72,18 %) (France : 66,10 %) | Marine Le Pen (27,82 %) (France : 33,90 %) | 79,97 % (France : 77,77 %) | 2,34 % (France : 2,47 %) |

| 2012 | François Hollande (61,89 %) (France : 51,64 %) | Nicolas Sarkozy (38,11 %) (France : 48,36 %) | 86,14 % (France : 80,35 %) | 2,04 % (France : 5,82 %) |

| 2007 | Nicolas Sarkozy (43,57 %) (France : 53,06 %) | Ségolène Royal (56,43 %) (France : 46,94 %) | 89,02 % (France : 83,97 %) | 1,51 % (France : 4,20 %) |

| 2002 | Jacques Chirac (87,91 %) (France : 82,21 %) | J.-M. Le Pen (12,09 %) (France : 17,79 %) | 77,99 % (France : 79,71 %) | 4,47 % (France : 3,38 %) |

| 1995 | Jacques Chirac (48,11 %) (France : 52,64 %) | Lionel Jospin (51,89 %) (France : 47,36 %) | 84,23 % (France : 78,38 %) | 3,44 % (France : 2,81 %) |

| 1988 | François Mitterrand (57,96 %) (France : 54,02 %) | Jacques Chirac (42,04 %) (France : 45,98 % %) | 85,22 % (France : 81,35 %) | 2,27 % (France : 2,00 %) |

| 1981 | François Mitterrand (59,58 %) (France : 51,76 %) | Valéry Giscard d'Estaing (40,42 %) (France : 48,24 %) | 84,54 % (France : 81,09 %) | 1,48 % (France : 1,62 %) |

| 1974 | Valéry Giscard d'Estaing (46,09 %) (France : 50,81 %) | François Mitterrand (53,91 %) (France : 49,19 %) | 86,59 % (France : 84,23 %) | 0,95 % (France : 0,92 %) |

| 1969 | Georges Pompidou (58,76 %) (France : 58,21 %) | Alain Poher (41,24 %) (France : 41,79 %) | 81,91 % (France : 77,59 %) | 0,98 % (France : 1,29 %) |

| 1965 | Charles de Gaulle (48,87 %) (France : 55,20 %) | François Mitterrand (51,13 %) (France : 44,80 %) | 84,61 % (France : 84,75 %) | 1,19 % (France : 1,01 %) |

|  | ▲ |

## Résultats détaillés par scrutin

### 2022
Arrivé en tête du premier tour, le président sortant Emmanuel Macron (27,85 %) affronte Marine Le Pen (23,15 %), un duel identique à celui du scrutin de 2017. C'est la deuxième fois qu'un second tour opposant les mêmes candidats à deux scrutins présidentiels consécutifs a lieu après ceux où se sont affrontés Valéry Giscard d'Estaing et François Mitterrand en 1974 et 1981.
En troisième position avec 21,95 % des voix, Jean-Luc Mélenchon réalise le score le plus élevé de ses trois candidatures et arrive largement en tête de la gauche, mais échoue à accéder au second tour, avec environ 400 000 voix de moins que Marine Le Pen.
Une nouvelle fois, les partis politiques traditionnels sont absents du second tour, dans des proportions encore plus importantes que lors de la précédente élection. Le Parti socialiste et Les Républicains, représentés respectivement par Anne Hidalgo et Valérie Pécresse, s'effondrent avec des scores historiquement faibles et n'atteignent pas le seuil des 5 %, condition permettant d'être remboursé des frais de campagne.
Pour la première fois, les candidatures classées à l'extrême droite dépassent le seuil de 30 % des suffrages exprimés au premier tour tandis que les sondages d'opinion laissent annoncer un duel serré face au président sortant, la possibilité d'une victoire pour Marine Le Pen étant pour la première fois envisagée par ceux-ci.
Le second tour voit Emmanuel Macron l'emporter par 58,55 % des suffrages exprimés, permettant ainsi au président sortant d'entamer un second mandat. Le septennat ayant été aboli en 2000, il devient ainsi le premier président de la République française à être réélu pour un deuxième quinquennat, le deuxième président de la Cinquième République réélu hors période de cohabitation et le quatrième président de la Cinquième République réélu.
Dans le Lot, Emmanuel Macron arrive en tête du premier tour avec 24,97% des exprimés, suivi de Jean-Luc Mélenchon (23,71%), Marine Le Pen (19,58%) et Jean Lassalle (7,34 %). Au second tour, les électeurs ont voté à 59,18 % pour Emmanuel Macron contre 40,82 % pour Marine Le Pen avec un taux de participation de 77,44 % des inscrits.
| Candidats                | Candidats                | Partis                   | Premier tour | Premier tour | Second tour | Second tour |
| Candidats                | Candidats                | Partis                   | Voix         | %            | Voix        | %           |
| ------------------------ | ------------------------ | ------------------------ | ------------ | ------------ | ----------- | ----------- |
|                          | Emmanuel Macron          | LREM                     | 27 311       | 24,97        | 55 130      | 59,18       |
|                          | Jean-Luc Mélenchon       | LFI                      | 25 932       | 23,71        |             |             |
|                          | Marine Le Pen            | RN                       | 21 422       | 19,58        | 38 032      | 40,82       |
|                          | Jean Lassalle            | RES                      | 8 032        | 7,34         |             |             |
|                          | Éric Zemmour             | REC                      | 6 123        | 5,60         |             |             |
|                          | Valérie Pécresse         | LR                       | 5 648        | 5,16         |             |             |
|                          | Yannick Jadot            | EELV                     | 4 603        | 4,21         |             |             |
|                          | Fabien Roussel           | PCF                      | 3 559        | 3,25         |             |             |
|                          | Anne Hidalgo             | PS                       | 2 766        | 2,53         |             |             |
|                          | Nicolas Dupont-Aignan    | DLF                      | 2 400        | 2,19         |             |             |
|                          | Philippe Poutou          | NPA                      | 976          | 0,89         |             |             |
|                          | Nathalie Arthaud         | LO                       | 618          | 0,56         |             |             |
|                          |                          |                          |              |              |             |             |
| Votes valides            | Votes valides            | Votes valides            | 109 390      | 97,57        | 93 162      | 86,39       |
| Votes blancs             | Votes blancs             | Votes blancs             | 1 767        | 1,58         | 10 040      | 9,31        |
| Votes nuls               | Votes nuls               | Votes nuls               | 957          | 0,85         | 4 630       | 4,30        |
| Total                    | Total                    | Total                    | 112 114      | 100          | 107 832     | 100         |
| Abstention               | Abstention               | Abstention               | 27 164       | 19,50        | 31 406      | 22,56       |
| Inscrits / participation | Inscrits / participation | Inscrits / participation | 139 278      | 80,50        | 139 238     | 77,44       |

### 2017
Le premier tour de l'élection présidentielle de 2017 voit s'affronter onze candidats. Emmanuel Macron arrive en tête devant Marine Le Pen et tous deux se qualifient pour le second tour. Néanmoins, avec François Fillon et Jean-Luc Mélenchon, les scores des quatre candidats ayant recueilli le plus de voix sont serrés (4,43 points entre le 1er et le 4e). Pour la première fois, aucun des candidats des deux partis politiques pourvoyeurs jusque-là des présidents de la Ve République, n'est présent au second tour. Celui-ci se tient le dimanche 7 mai et se solde par la victoire d'Emmanuel Macron, avec un total de 20 753 798 bulletins de vote en sa faveur, soit 66,10 % des suffrages exprimés, face à la candidate du Front national, qui recueille 33,90 %. Le scrutin est néanmoins marqué par une forte abstention et par un record de votes blancs ou nuls.
Dans le Lot, Emmanuel Macron arrive en tête du premier tour avec 26,65 % des exprimés, suivi de Jean-Luc Mélenchon (23,48 %), François Fillon (16,66 %), Marine Le Pen (16,13 %) et Benoît Hamon (7,18 %). Au second tour, les électeurs ont voté à 72,18 % pour Emmanuel Macron contre 27,82 % pour Marine Le Pen avec un taux de participation de 79,97 % des inscrits.
|             | EM          | Emmanuel Macron       | 29 527  | 26,65 %    | 66 937  | 72,18 %    |  |  |
|             | LFi         | Jean-Luc Mélenchon    | 26 014  | 23,48 %    |         |            |  |  |
|             | LR          | François Fillon       | 18 459  | 16,66 %    |         |            |  |  |
|             | FN          | Marine Le Pen         | 17 865  | 16,13 %    | 25 802  | 27,82 %    |  |  |
|             | PS          | Benoît Hamon          | 7 951   | 7,18 %     |         |            |  |  |
|             | DlF         | Nicolas Dupont-Aignan | 4 550   | 4,11 %     |         |            |  |  |
|             | RES         | Jean Lassalle         | 3 073   | 2,77 %     |         |            |  |  |
|             | NPA         | Philippe Poutou       | 1 528   | 1,38 %     |         |            |  |  |
|             | UPR         | François Asselineau   | 871     | 0,79 %     |         |            |  |  |
|             | LO          | Nathalie Arthaud      | 723     | 0,65 %     |         |            |  |  |
|             | SeP         | Jacques Cheminade     | 226     | 0,2 %      |         |            |  |  |
|             |             |                       |         |            |         |            |  |  |
|             |             |                       | Nombre  | % inscrits | Nombre  | % inscrits |  |  |
| Inscrits    | Inscrits    | Inscrits              | 136 322 |            | 136 265 |            |  |  |
| Abstentions | Abstentions | Abstentions           | 22 347  | 16,39 %    | 27 297  | 20,03 %    |  |  |
| Votants     | Votants     | Votants               | 113 975 | 83,61 %    | 108 968 | 79,97 %    |  |  |
|             |             |                       |         |            |         |            |  |  |
|             |             |                       |         | % votants  |         | % votants  |  |  |
| Blancs      | Blancs      | Blancs                | 2 093   | 1,54 %     | 11 454  | 8,41 %     |  |  |
| Nuls        | Nuls        | Nuls                  | 1 095   | 0,8 %      | 4 775   | 3,5 %      |  |  |
| Exprimés    | Exprimés    | Exprimés              | 110 787 | 81,27 %    | 92 739  | 68,06 %    |  |  |

### 2012
Hollande, désigné par le PS à la suite d'une primaire ouverte, devance Sarkozy dès le premier tour de l'élection présidentielle de 2012 : c'est la première fois qu'un président sortant est ainsi devancé. Au second tour, Sarkozy est battu mais par un écart plus faible qu'attendu.
Dans le Lot, François Hollande arrive en tête du premier tour avec 34,51 % des exprimés, suivi de Nicolas Sarkozy (21,43 %), Jean-Luc Mélenchon (14,38 %), Marine Le Pen (13,48 %) et François Bayrou (9,33 %). Au second tour, les électeurs ont voté à 61,89 % pour François Hollande contre 38,11 % pour Nicolas Sarkozy avec un taux de participation de 86,62 % des inscrits.
|                | PS             | François Hollande     | 39 369  | 34,51 %    | 67 981  | 61,89 %    |  |  |
|                | UMP            | Nicolas Sarkozy       | 24 447  | 21,43 %    | 41 862  | 38,11 %    |  |  |
|                | FG             | Jean-Luc Mélenchon    | 16 400  | 14,38 %    |         |            |  |  |
|                | FN             | Marine Le Pen         | 15 376  | 13,48 %    |         |            |  |  |
|                | MoDem          | François Bayrou       | 10 648  | 9,33 %     |         |            |  |  |
|                | EELV           | Éva Joly              | 3 046   | 2,67 %     |         |            |  |  |
|                | DLF            | Nicolas Dupont-Aignan | 2 212   | 1,94 %     |         |            |  |  |
|                | NPA            | Philippe Poutou       | 1 650   | 1,45 %     |         |            |  |  |
|                | LO             | Nathalie Arthaud      | 623     | 0,55 %     |         |            |  |  |
|                | S&P            | Jacques Cheminade     | 299     | 0,26 %     |         |            |  |  |
|                |                |                       |         |            |         |            |  |  |
|                |                |                       | Nombre  | % inscrits | Nombre  | % inscrits |  |  |
| Inscrits       | Inscrits       | Inscrits              | 135 178 |            | 135 211 |            |  |  |
| Abstentions    | Abstentions    | Abstentions           | 18 738  | 13,86 %    | 18 091  | 13,38 %    |  |  |
| Votants        | Votants        | Votants               | 116 440 | 86,14 %    | 117 120 | 86,62 %    |  |  |
|                |                |                       |         |            |         |            |  |  |
|                |                |                       |         | % votants  |         | % votants  |  |  |
| Blancs ou nuls | Blancs ou nuls | Blancs ou nuls        | 2 370   | 2,04 %     | 7 277   | 6,21 %     |  |  |
| Exprimés       | Exprimés       | Exprimés              | 114 070 | 97,96 %    | 109 843 | 97,96 %    |  |  |

### 2007
Au premier tour de l'élection présidentielle de 2007, Sarkozy réussit à capter une partie des voix de Le Pen et arrive largement en tête. Royal est la première femme qualifiée pour le second tour d'une élection présidentielle. Elle est battue avec une avance de 6 points.
Dans le Lot, Ségolène Royal arrive en tête du premier tour avec 31,98 % des exprimés, suivie de Nicolas Sarkozy (24,22 %), François Bayrou (19,92 %), Jean-Marie Le Pen (7,22 %) et Olivier Besancenot (4,46 %). Au second tour, les électeurs ont voté à 43,57 % pour Nicolas Sarkozy contre 56,43 % pour Ségolène Royal avec un taux de participation de 89,26 % des inscrits.
|                | PS             | Ségolène Royal       | 37 260  | 31,98 %    | 63 959  | 56,43 %    |  |  |
|                | UMP            | Nicolas Sarkozy      | 28 224  | 24,22 %    | 49 380  | 43,57 %    |  |  |
|                | UDF            | François Bayrou      | 23 210  | 19,92 %    |         |            |  |  |
|                | FN             | Jean-Marie Le Pen    | 8 412   | 7,22 %     |         |            |  |  |
|                | LCR            | Olivier Besancenot   | 5 195   | 4,46 %     |         |            |  |  |
|                | SE             | José Bové            | 3 025   | 2,6 %      |         |            |  |  |
|                | GPA            | Marie-George Buffet  | 2 655   | 2,28 %     |         |            |  |  |
|                | CPNT           | Frédéric Nihous      | 2 517   | 2,16 %     |         |            |  |  |
|                | MPF            | Philippe de Villiers | 2 251   | 1,93 %     |         |            |  |  |
|                | Les Verts      | Dominique Voynet     | 1 697   | 1,46 %     |         |            |  |  |
|                | LO             | Arlette Laguiller    | 1 352   | 1,16 %     |         |            |  |  |
|                | CNRSP          | Gérard Schivardi     | 716     | 0,61 %     |         |            |  |  |
|                |                |                      |         |            |         |            |  |  |
|                |                |                      | Nombre  | % inscrits | Nombre  | % inscrits |  |  |
| Inscrits       | Inscrits       | Inscrits             | 132 896 |            | 132 881 |            |  |  |
| Abstentions    | Abstentions    | Abstentions          | 14 595  | 10,98 %    | 14 278  | 10,74 %    |  |  |
| Votants        | Votants        | Votants              | 118 301 | 89,02 %    | 118 603 | 89,26 %    |  |  |
|                |                |                      |         |            |         |            |  |  |
|                |                |                      |         | % votants  |         | % votants  |  |  |
| Blancs ou nuls | Blancs ou nuls | Blancs ou nuls       | 1 787   | 1,51 %     | 5 264   | 4,44 %     |  |  |
| Exprimés       | Exprimés       | Exprimés             | 116 514 | 98,49 %    | 113 339 | 95,56 %    |  |  |

### 2002
Après cinq années de cohabitation, un duel est attendu entre Chirac et le Premier ministre Jospin lors de l'élection présidentielle de 2002, mais, à la surprise générale, ce dernier est devancé par Le Pen au premier tour. Au second tour, Chirac bénéficie du ralliement de la gauche et reçoit un score sans précédent. Il s'agit de la première élection pour un mandat de cinq ans et non plus sept.
Dans le Lot, Jacques  Chirac arrive en tête du premier tour avec 19,14 % des exprimés, suivi de Lionel  Jospin (17,58 %), Jean-Marie  Le Pen (10,75 %), Jean  Saint-Josse (10,14 %) et Arlette Laguiller (5,7 %). Au second tour, les électeurs ont voté à 87,91 % pour Jacques  Chirac contre 12,09 % pour Jean-Marie  Le Pen avec un taux de participation de 85,54 % des inscrits.
|                | RPR            | Jacques Chirac          | 18 283  | 19,14 %    | 89 690  | 87,91 %    |  |  |
|                | PS             | Lionel Jospin           | 16 789  | 17,58 %    |         |            |  |  |
|                | FN             | Jean-Marie Le Pen       | 10 263  | 10,75 %    | 12 336  | 12,09 %    |  |  |
|                | CPNT           | Jean Saint-Josse        | 9 680   | 10,14 %    |         |            |  |  |
|                | LO             | Arlette Laguiller       | 5 439   | 5,7 %      |         |            |  |  |
|                | MC             | Jean-Pierre Chevènement | 5 278   | 5,53 %     |         |            |  |  |
|                | LCR            | Olivier Besancenot      | 5 200   | 5,44 %     |         |            |  |  |
|                | Les Verts      | Noël Mamère             | 5 175   | 5,42 %     |         |            |  |  |
|                | UDF            | François Bayrou         | 4 771   | 5 %        |         |            |  |  |
|                | PC             | Robert Hue              | 4 357   | 4,56 %     |         |            |  |  |
|                | PRG            | Christiane Taubira      | 2 833   | 2,97 %     |         |            |  |  |
|                | DL             | Alain Madelin           | 2 749   | 2,88 %     |         |            |  |  |
|                | Cap21          | Corinne Lepage          | 1 789   | 1,87 %     |         |            |  |  |
|                | MNR            | Bruno Mégret            | 1 432   | 1,5 %      |         |            |  |  |
|                | FRS            | Christine Boutin        | 981     | 1,03 %     |         |            |  |  |
|                | PT             | Daniel Gluckstein       | 482     | 0,5 %      |         |            |  |  |
|                |                |                         |         |            |         |            |  |  |
|                |                |                         | Nombre  | % inscrits | Nombre  | % inscrits |  |  |
| Inscrits       | Inscrits       | Inscrits                | 128 174 |            | 128 161 |            |  |  |
| Abstentions    | Abstentions    | Abstentions             | 28 209  | 22,01 %    | 18 530  | 14,46 %    |  |  |
| Votants        | Votants        | Votants                 | 99 965  | 77,99 %    | 109 631 | 85,54 %    |  |  |
|                |                |                         |         |            |         |            |  |  |
|                |                |                         |         | % votants  |         | % votants  |  |  |
| Blancs ou nuls | Blancs ou nuls | Blancs ou nuls          | 4 464   | 4,47 %     | 7 605   | 6,94 %     |  |  |
| Exprimés       | Exprimés       | Exprimés                | 95 501  | 95,53 %    | 102 026 | 93,06 %    |  |  |

### 1995
Après une nouvelle cohabitation et alors que la droite est particulièrement divisée entre Chirac et le Premier ministre Balladur, Jospin réussit à arriver en tête au premier tour de l'élection présidentielle de 1995, malgré la très lourde défaite de la gauche aux législatives de 1993. Au second tour, il est battu par Chirac.
Dans le Lot, Lionel Jospin arrive en tête du premier tour avec 29 % des exprimés, suivi de Jacques Chirac (25,29 %), Édouard Balladur (13,73 %), Robert Hue (10,94 %) et Jean-Marie Le Pen (7,71 %). Au second tour, les électeurs ont voté à 51,89 % pour Lionel Jospin contre 48,11 % pour Jacques Chirac avec un taux de participation de 86,75 % des inscrits.
|                | PS             | Lionel Jospin        | 29 421  | 29 %       | 53 351  | 51,89 %    |  |  |
|                | RPR            | Jacques Chirac       | 25 663  | 25,29 %    | 49 472  | 48,11 %    |  |  |
|                | RPR            | Édouard Balladur     | 13 934  | 13,73 %    |         |            |  |  |
|                | PC             | Robert Hue           | 11 103  | 10,94 %    |         |            |  |  |
|                | FN             | Jean-Marie Le Pen    | 7 819   | 7,71 %     |         |            |  |  |
|                | LO             | Arlette Laguiller    | 5 093   | 5,02 %     |         |            |  |  |
|                | MPF            | Philippe de Villiers | 4 418   | 4,35 %     |         |            |  |  |
|                | Les Verts      | Dominique Voynet     | 3 711   | 3,66 %     |         |            |  |  |
|                | S&P            | Jacques Cheminade    | 301     | 0,3 %      |         |            |  |  |
|                |                |                      |         |            |         |            |  |  |
|                |                |                      | Nombre  | % inscrits | Nombre  | % inscrits |  |  |
| Inscrits       | Inscrits       | Inscrits             | 124 755 |            | 124 755 |            |  |  |
| Abstentions    | Abstentions    | Abstentions          | 19 677  | 15,77 %    | 16 535  | 13,25 %    |  |  |
| Votants        | Votants        | Votants              | 105 078 | 84,23 %    | 108 220 | 86,75 %    |  |  |
|                |                |                      |         |            |         |            |  |  |
|                |                |                      |         | % votants  |         | % votants  |  |  |
| Blancs ou nuls | Blancs ou nuls | Blancs ou nuls       | 3 615   | 3,44 %     | 5 397   | 4,99 %     |  |  |
| Exprimés       | Exprimés       | Exprimés             | 101 463 | 96,56 %    | 102 823 | 95,01 %    |  |  |

### 1988
Après deux ans de cohabitation, Mitterrand affronte le Premier ministre Chirac lors de l'élection présidentielle de 1988. Le Pen obtient au premier tour un score jusque-là sans précédent pour un parti d'extrême droite. Au second tour, Mitterrand est facilement réélu.
Dans le Lot, François Mitterrand arrive en tête du premier tour avec 38,77 % des exprimés, suivi de Jacques Chirac (23,83 %), Raymond Barre (12,12 %), Jean-Marie Le Pen (8,34 %) et André Lajoinie (7,07 %). Au second tour, les électeurs ont voté à 57,96 % pour François Mitterrand contre 42,04 % pour Jacques Chirac avec un taux de participation de 89,21 % des inscrits.
|                | PS                    | François Mitterrand | 39 313  | 38,77 %    | 60 953  | 57,96 %    |  |  |
|                | RPR                   | Jacques Chirac      | 24 160  | 23,83 %    | 44 205  | 42,04 %    |  |  |
|                | SE                    | Raymond Barre       | 12 285  | 12,12 %    |         |            |  |  |
|                | FN                    | Jean-Marie Le Pen   | 8 452   | 8,34 %     |         |            |  |  |
|                | PC                    | André Lajoinie      | 7 172   | 7,07 %     |         |            |  |  |
|                | Les Verts             | Antoine Waechter    | 4 466   | 4,4 %      |         |            |  |  |
|                | Communiste rénovateur | Pierre Juquin       | 3 038   | 3 %        |         |            |  |  |
|                | LO                    | Arlette Laguiller   | 2 138   | 2,11 %     |         |            |  |  |
|                | MPT                   | Pierre Boussel      | 377     | 0,37 %     |         |            |  |  |
|                |                       |                     |         |            |         |            |  |  |
|                |                       |                     | Nombre  | % inscrits | Nombre  | % inscrits |  |  |
| Inscrits       | Inscrits              | Inscrits            | 121 744 |            | 121 744 |            |  |  |
| Abstentions    | Abstentions           | Abstentions         | 17 991  | 14,78 %    | 13 131  | 10,79 %    |  |  |
| Votants        | Votants               | Votants             | 103 753 | 85,22 %    | 108 613 | 89,21 %    |  |  |
|                |                       |                     |         |            |         |            |  |  |
|                |                       |                     |         | % votants  |         | % votants  |  |  |
| Blancs ou nuls | Blancs ou nuls        | Blancs ou nuls      | 2 352   | 2,27 %     | 3 455   | 3,18 %     |  |  |
| Exprimés       | Exprimés              | Exprimés            | 101 401 | 97,73 %    | 105 158 | 96,82 %    |  |  |

### 1981
Lors de l'élection présidentielle de 1981, Giscard d'Estaing arrive en tête au premier tour et affronte, comme la fois précédente, Mitterrand. Pour la première fois, un président sortant est battu : Mitterrand devient le premier président de gauche de la Ve République.
Dans le Lot, François Mitterrand arrive en tête du premier tour avec 30,97 % des exprimés, suivi de Jacques Chirac (23,31 %), Valéry Giscard d'Estaing (18,72 %), Georges Marchais (13,67 %) et Brice Lalonde (3,65 %). Au second tour, les électeurs ont voté à 53,91 % pour François Mitterrand contre 40,42 % pour Valéry Giscard d'Estaing avec un taux de participation de 90,14 % des inscrits.
|                | PS             | François Mitterrand      | 30 204  | 30,97 %    | 60 804  | 59,58 %    |  |  |
|                | RPR            | Jacques Chirac           | 22 732  | 23,31 %    |         |            |  |  |
|                | UDF            | Valéry Giscard d'Estaing | 18 258  | 18,72 %    | 41 256  | 40,42 %    |  |  |
|                | PC             | Georges Marchais         | 13 337  | 13,67 %    |         |            |  |  |
|                | MEP            | Brice Lalonde            | 3 561   | 3,65 %     |         |            |  |  |
|                | MRG            | Michel Crépeau           | 3 341   | 3,43 %     |         |            |  |  |
|                | LO             | Arlette Laguiller        | 2 599   | 2,66 %     |         |            |  |  |
|                | Divers droite  | Michel Debré             | 1 339   | 1,37 %     |         |            |  |  |
|                | Divers droite  | Marie-France Garaud      | 1 174   | 1,2 %      |         |            |  |  |
|                | PSU            | Huguette Bouchardeau     | 996     | 1,02 %     |         |            |  |  |
|                |                |                          |         |            |         |            |  |  |
|                |                |                          | Nombre  | % inscrits | Nombre  | % inscrits |  |  |
| Inscrits       | Inscrits       | Inscrits                 | 117 111 |            | 116 997 |            |  |  |
| Abstentions    | Abstentions    | Abstentions              | 18 103  | 15,46 %    | 11 532  | 9,86 %     |  |  |
| Votants        | Votants        | Votants                  | 99 008  | 84,54 %    | 105 465 | 90,14 %    |  |  |
|                |                |                          |         |            |         |            |  |  |
|                |                |                          |         | % votants  |         | % votants  |  |  |
| Blancs ou nuls | Blancs ou nuls | Blancs ou nuls           | 1 467   | 1,48 %     | 3 405   | 3,23 %     |  |  |
| Exprimés       | Exprimés       | Exprimés                 | 97 541  | 98,52 %    | 102 060 | 96,77 %    |  |  |

### 1974
L'élection présidentielle de 1974 est une élection anticipée à la suite de la mort de Pompidou. Mitterrand, candidat unique de la gauche, est largement en tête au premier tour devant Giscard d'Estaing, qui distance lui-même Chaban-Delmas. Au terme d'une campagne animée, marquée par un débat télévisé tendu, Giscard d'Estaing l'emporte avec une très courte avance.
Dans le Lot, François Mitterrand arrive en tête du premier tour avec 47,07 % des exprimés, suivi de Valéry Giscard d'Estaing (27,48 %), Jacques Chaban-Delmas (17,3 %), Arlette Laguiller (3,3 %) et Jean Royer (2,24 %). Au second tour, les électeurs ont voté à 53,91 % pour François Mitterrand contre 46,09 % pour Valéry Giscard d'Estaing avec un taux de participation de 91,03 % des inscrits.
|                | PS             | François Mitterrand      | 41 568  | 47,07 %    | 49 784  | 53,91 %    |  |  |
|                | RI             | Valéry Giscard d'Estaing | 24 268  | 27,48 %    | 42 557  | 46,09 %    |  |  |
|                | UDR            | Jacques Chaban-Delmas    | 15 283  | 17,3 %     |         |            |  |  |
|                | LO             | Arlette Laguiller        | 2 917   | 3,3 %      |         |            |  |  |
|                | SE             | Jean Royer               | 1 979   | 2,24 %     |         |            |  |  |
|                | SE, écologiste | René Dumont              | 745     | 0,84 %     |         |            |  |  |
|                | FN             | Jean-Marie Le Pen        | 524     | 0,59 %     |         |            |  |  |
|                | MDSF           | Émile Muller             | 414     | 0,47 %     |         |            |  |  |
|                | FCR            | Alain Krivine            | 264     | 0,3 %      |         |            |  |  |
|                | NAR            | Bertrand Renouvin        | 159     | 0,18 %     |         |            |  |  |
|                | MFE            | Jean-Claude Sebag        | 153     | 0,17 %     |         |            |  |  |
|                |                |                          |         |            |         |            |  |  |
|                |                |                          | Nombre  | % inscrits | Nombre  | % inscrits |  |  |
| Inscrits       | Inscrits       | Inscrits                 | 102 968 |            | 102 677 |            |  |  |
| Abstentions    | Abstentions    | Abstentions              | 13 803  | 13,41 %    | 9 214   | 8,97 %     |  |  |
| Votants        | Votants        | Votants                  | 89 165  | 86,59 %    | 93 463  | 91,03 %    |  |  |
|                |                |                          |         |            |         |            |  |  |
|                |                |                          |         | % votants  |         | % votants  |  |  |
| Blancs ou nuls | Blancs ou nuls | Blancs ou nuls           | 846     | 0,95 %     | 1 122   | 1,2 %      |  |  |
| Exprimés       | Exprimés       | Exprimés                 | 88 319  | 99,05 %    | 92 341  | 98,8 %     |  |  |

### 1969
L'élection présidentielle de 1969 est une élection anticipée à la suite de la démission de De Gaulle. La gauche se lance désunie dans la course et, bien que Duclos (PCF) manque de le devancer, c'est le président par intérim Poher qui accède au second tour face à l'ex-Premier ministre Pompidou. Alors que Duclos refuse d'appeler à voter au second tour pour « bonnet blanc ou blanc bonnet », Pompidou est finalement largement élu.
Dans le Lot, Georges Pompidou arrive en tête du premier tour avec 47,58 % des exprimés, suivi de Alain Poher (26,74 %), Jacques Duclos (18 %), Gaston Defferre (3,27 %) et Michel Rocard (2,76 %). Au second tour, les électeurs ont voté à 58,76 % pour Georges Pompidou contre 41,24 % pour Alain Poher avec un taux de participation de 80,56 % des inscrits.
|                | UDR            | Georges Pompidou | 39 144  | 47,58 %    | 44 887  | 58,76 %    |  |  |
|                | CD             | Alain Poher      | 21 999  | 26,74 %    | 31 505  | 41,24 %    |  |  |
|                | PC             | Jacques Duclos   | 14 804  | 18 %       |         |            |  |  |
|                | SFIO           | Gaston Defferre  | 2 686   | 3,27 %     |         |            |  |  |
|                | PSU            | Michel Rocard    | 2 267   | 2,76 %     |         |            |  |  |
|                | LC             | Alain Krivine    | 760     | 0,92 %     |         |            |  |  |
|                | SE             | Louis Ducatel    | 603     | 0,73 %     |         |            |  |  |
|                |                |                  |         |            |         |            |  |  |
|                |                |                  | Nombre  | % inscrits | Nombre  | % inscrits |  |  |
| Inscrits       | Inscrits       | Inscrits         | 101 415 |            | 101 393 |            |  |  |
| Abstentions    | Abstentions    | Abstentions      | 18 342  | 18,09 %    | 19 715  | 19,44 %    |  |  |
| Votants        | Votants        | Votants          | 83 073  | 81,91 %    | 81 678  | 80,56 %    |  |  |
|                |                |                  |         |            |         |            |  |  |
|                |                |                  |         | % votants  |         | % votants  |  |  |
| Blancs ou nuls | Blancs ou nuls | Blancs ou nuls   | 810     | 0,98 %     | 5 286   | 6,47 %     |  |  |
| Exprimés       | Exprimés       | Exprimés         | 82 263  | 99,02 %    | 76 392  | 93,53 %    |  |  |

### 1965
L'élection présidentielle de 1965 est la première élection au suffrage universel direct à la suite du référendum d'octobre 1962. De Gaulle est mis en ballottage, à la surprise générale, par Mitterrand, candidat unique de la gauche. La campagne du second tour est axée sur l'Europe et les relations internationales ainsi que sur l'armement nucléaire. De Gaulle est finalement réélu avec une large avance.
Dans le Lot, Charles de Gaulle arrive en tête du premier tour avec 39,34 % des exprimés, suivi de François Mitterrand (36,6 %), Jean Lecanuet (16,68 %), Jean-Louis Tixier-Vignancour (4,67 %) et Pierre Marcilhacy (1,71 %). Au second tour, les électeurs ont voté à 51,13 % pour François Mitterrand contre 48,87 % pour Charles de Gaulle avec un taux de participation de 85,29 % des inscrits.
|                | UNR            | Charles de Gaulle            | 33 246  | 39,34 %    | 41 074  | 48,87 %    |  |  |
|                | CIR            | François Mitterrand          | 30 933  | 36,6 %     | 42 979  | 51,13 %    |  |  |
|                | MRP            | Jean Lecanuet                | 14 100  | 16,68 %    |         |            |  |  |
|                | SE             | Jean-Louis Tixier-Vignancour | 3 948   | 4,67 %     |         |            |  |  |
|                | PLE            | Pierre Marcilhacy            | 1 443   | 1,71 %     |         |            |  |  |
|                | SE             | Marcel Barbu                 | 842     | 1 %        |         |            |  |  |
|                |                |                              |         |            |         |            |  |  |
|                |                |                              | Nombre  | % inscrits | Nombre  | % inscrits |  |  |
| Inscrits       | Inscrits       | Inscrits                     | 101 088 |            | 101 075 |            |  |  |
| Abstentions    | Abstentions    | Abstentions                  | 15 559  | 15,39 %    | 14 873  | 14,71 %    |  |  |
| Votants        | Votants        | Votants                      | 85 529  | 84,61 %    | 86 202  | 85,29 %    |  |  |
|                |                |                              |         |            |         |            |  |  |
|                |                |                              |         | % votants  |         | % votants  |  |  |
| Blancs ou nuls | Blancs ou nuls | Blancs ou nuls               | 1 017   | 1,19 %     | 2 149   | 2,49 %     |  |  |
| Exprimés       | Exprimés       | Exprimés                     | 84 512  | 98,81 %    | 84 053  | 97,51 %    |  |  |